# Wieland Schulz-Keil
Wieland Schulz-Keil (* 22. Mai 1945 in Muschenheim) ist ein deutscher Filmproduzent, Dokumentarfilmer und Drehbuchautor.

## Leben und Wirken
Wieland Schulz-Keil besuchte in den 1960er Jahren das Internat der Schule Birklehof in Hinterzarten. Dort machte er erste Bühnenerfahrungen, etwa als Darsteller des Romulus Augustus in Friedrich Dürrenmatts Theaterstück Romulus der Große und als der Heutige in der Chinesischen Mauer von Max Frisch. Gemeinsam mit seinem Schulkameraden Henning Burk befasste er sich mit der Pantomime.
Nach dem Abitur studierte Wieland Schulz-Keil Literatur und Philosophie an den Universitäten von Frankfurt am Main, Heidelberg und Berlin. In diesen Jahren begann er Theaterstücke an kleinen europäischen Bühnen zu inszenieren. Nebenbei wirkte er seit er 21 Jahre alt war als Redakteur bei der Fachpublikation Theater heute. 1969 knüpfte Schulz-Keil erstmals einen Kontakt in die Vereinigten Staaten, wohin man ihn einlud, um an New Yorks Brooklyn Academy of Music zu arbeiten. Ein Jahr später gründete Schulz-Keil hier seine eigene Dokumentarfilmproduktionsfirma, die Wieland Schulz-Keil Productions Inc. und begann mit der Filmherstellung.
In den kommenden Jahren stellte Wieland Schulz-Keil – mal als Autor, mal als Regisseur und mal als Produktionsleiter bzw. Produzent, mehrfach auch in Personalunion – eine Reihe von Filmdokumentationen her, die sich oftmals mit sozialen, gesellschaftlichen und historischen Themen mit USA-Bezug befassten. 1975 zeichnete er als Vor-Ort-Produktionsleiter für die Entstehung der WDR-Auftragsproduktion zum Thema deutsche Kinoflüchtlinge nach Hollywood, “Filmemigration aus Nazideutschland”, mitverantwortlich. Im darauf folgenden Jahr stellte er mit „The New Deal For Artists“ einen vierstündigen Mehrteiler über die Kulturpolitik der Regierung Franklin D. Roosevelts auf die Beine. Von 1978 bis 1980 befasste sich Schulz-Keils „Schamanen im blinden Land“  mit Stammesriten in Nepal. Nebenbei verfasste Wieland Schulz-Keil zahlreiche Essays über Kultur und Kunst, organisierte Kunstausstellungen und gründete 1975 einen Buchverlag in New York, Urizen Books, dessen Verleger er bis zum Verkauf 1983 blieb.
Seit Beginn der 1980er Jahre kam es zu sehr fruchtbaren Zusammenarbeiten mit dem legendären Hollywood-Regisseur John Huston. Dessen wichtigsten beiden Spätwerke, die Literaturadaptionen Unter dem Vulkan (nach einer Vorlage von Malcolm Lowry) und Die Toten (nach einer Vorlage von James Joyce) wurden primär erst durch Schulz-Keils Engagement möglich. Sein späteres Werk ist eklektischer Natur und umfasst klassische Mainstream-Unterhaltung wie auch ambitioniertere Kinokost. Seit 1997 widmet sich Wieland Schulz-Keil bevorzugt dem CyberCinema-Projekt, einem Netzwerk öffentlicher Räume in ganz Europa, das sich vor allem in ländlichen Regionen und in kulturell benachteiligten Stadtvierteln engagiert. Durch interaktive Technologien soll auch eine Infrastruktur für europaweites Lernen und mehrsprachige Gruppendiskussionen geschaffen werden.
Seit der Jahrtausendwende hat Wieland Schulz-Keil darüber hinaus gemeinsam mit seinem langjährigen Mitarbeiter Philipp Kreuzer die Finanzierung einer Reihe vom Filmen ermöglicht, darunter Duell – Enemy at the Gates, The Score und Mann umständehalber abzugeben oder Scheidung ist süß. Wieland Schulz-Keil hat auch an der Entwicklung eines europaweiten digitalen Kinos mitgewirkt und nahm an zahlreichen europäischen und internationalen Symposien teil, darunter am Montreux-Symposium, wo er als Co-Vorsitzender des Forums „Digital Cinema“ fungierte.

## Filmografie
Als Produzent und Produktionsleiter, wenn nicht anders angegeben
- 1973: Die harte Welle – Pornos made in USA – Dokumente des schlechten Gewissens – Filme in denen man alles sieht (Dokumentarfilm, nur Drehbuch und Regie)
- 1975: Filmemigration aus Nazideutschland (vierteiliger Dokumentarfilm)
- 1976: The New Deal for Artist (Dokumentarfilm, auch Drehbuch und Regie)
- 1977: Jackpot
- 1980: Schamanen im blinden Land (Dokumentarfilm)
- 1981: Vértigo en Manhattan
- 1983: Unter dem Vulkan (Under the Volcano)
- 1984: Wundkanal. Hinrichtung für vier Stimmen
- 1987: Die Toten (The Dead)
- 1989: Twister – Keine ganz normale Familie (Twister)
- 1990: Die Hure des Königs (The King’s Whore)
- 1992: … und der Himmel steht still (The Innocent)
- 1993: Mesmer
- 1993: Decadence
- 1996: Poussières d’amour – Abfallprodukte der Liebe (Dokumentarfilm)
- 1996: Tykho Moon
- 1998: Passagiero per il paradiso
- 2001: The Cat’s Meow
- 2008: Die Kinder der Seidenstraße (The Children of Huang Shi)
- 2009: Feathered Fan and Silken Ribbon (Dokumentarfilm, auch Regie und Drehbuch)
- 2011: Ghost – Schumann‘s Visit (auch Regie)